# Bernolák Nándor
Haraszti Bernolák Nándor (Radvány, 1880. október 2. – Budapest, 1951. augusztus 8.), a Bethlen-kormány népjóléti minisztere, magyar jogász, politikus, egyetemi tanár.

## Életpályája
A római katolikus nemesi származású haraszti Bernolák családnak a sarja. Apja haraszti Bernolák János (1827–1893), m. kir. pénzügyigazgatósági iroda-vezető, 1848-49-ik honvéd százados, anyja Walter Karolin (1843–1912) volt.
A gimnáziumot Besztercebányán végezte. Jogi tanulmányait Budapesten, Berlinben és Kolozsvárott folytatta, de látogatta a nápolyi, torinói, római és párizsi egyetemeket is. 1905-ben bírósági szolgálatba lépett. 1908-ban tanárrá nevezték ki a kassai jogakadémián, 1913-tól pedig ítélőtáblai bíró volt Kassán. 1914-ben a debreceni egyetemen a büntetőjog és a bűnvádi eljárási jog tanára lett. A következő évben egyhangúlag az egyetem rektorává választották, amely tisztségében rendkívül aktív volt (pl. a Mensa Academica létrehozása, a debreceni University Extension megszervezése, a fiatalság önképzését és segélyezését szolgáló Egyetemi Kör életre hívása, stb.).
Az 1920-22-i nemzetgyűlésen Debrecen képviselőjeként keresztény nemzeti programmal választották meg. Ő töltötte be az első Bethlen-kormányban a népjóléti és munkaügyi miniszter tisztségét 1921. április 14. és 1922. június 16. között. 1922-től ügyvédként praktizált és egyetemi magántanár volt.
Élénk tevékenységet fejtett ki a Magyar Jogászegyletben és a Nemzetközi Büntetőjogi Egyesület magyar csoportjában, több külföldi tudományos kongresszuson is részt vett.

## Házassága és gyermekei
Felesége Antalffy-Zsíros Erzsébet (1886–Budapest, 1965. augusztus 8.) volt.
- Bernolák Jenő, dr.
- Bernolák Erzsébet (1913–1985). Férje: verbói Szluha Benedek (1912–1946), huszár főhadnagy, gazdasági felügyelő. Gyermekük: Szuhay Balázs színész.

## Emlékezete
Sírja Budapesten, a Farkasréti temetőben található (7/8-1-479).

## Főbb művei
- A semmisségi panasz (Bp., 1902)
- A büntető törvények és a büntető novella (Bp., 1908)
- A tévedés tana a büntetőjogban (Bp., 1911)